# Rödpannad sydhake
Rödpannad sydhake (Petroica goodenovii) är en fågel i familjen sydhakar inom ordningen tättingar.

## Utseende och läte
Rödpannad sydhake är 10,5 till 12,5 centimeter lång, har en kort och smal svart näbb och mörkbruna ögon och ben. Hanen har en distinkt röda panna och bröst, svart överdel och svart stjärt som är vit allra längst ut. Underdelen och skuldrorna är vita. Hona är oansenligt grå-brun. Denna art använder en varierande fågelsång och hanarna sjunger vanligtvis för att markera sitt revir och attrahera honor. 

## Utbredning och systematik
Rödpannad sydhake förekommer från det inre av södra Australien till södra och västra kusten. Den behandlas som monotypisk, det vill säga att den inte delas in i några underarter.

## Levnadssätt
Rödpannad sydhake påträffas i torrare områden i busklandskap och öppen skogsterräng. Fåglarna påträffas i par eller i små grupper, men deras sociala beteende har studerats endast i mycket liten omfattning. Den söker övervägande sin föda på marken, där den hittar insekter och spindlar. 

## Status
Arten har ett stort utbredningsområde och beståndet anses vara stabilt. Internationella naturvårdsunionen IUCN listar den därför som livskraftig (LC).

## Bilder

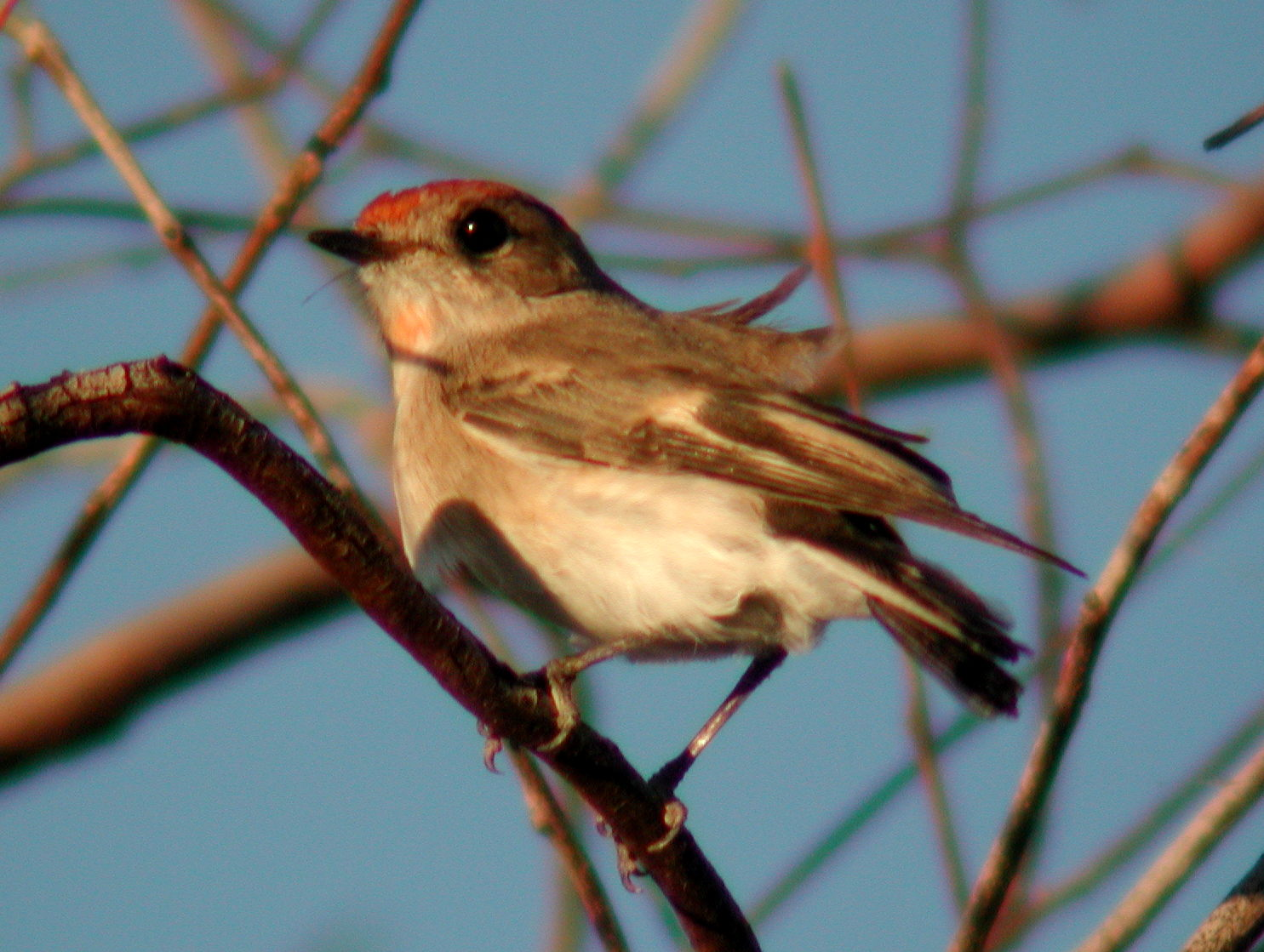